# Niv Acosta
niv Acosta (nascido em maio de 1988) é um dançarino, coreógrafo e artista transgênero americano. Seu projeto Discotropic foi apresentado na Trienal do New Museum of Contemporary Art em 2015. Acosta tem como objetivo abordar conceitos modernos mais amplos por meio de seu trabalho, e este gira em torno de raça e performance artística. 

## Infância e educação
Acosta nasceu no bairro Washington Heights, em Manhattan, na cidade de Nova York, de uma mãe dominicana, negra e solteira, de 15 anos.  É formado em dança pela Washington Irving High School sob a direção de Leslie Zema. Em 2005 e 2006, foi bolsista da Escola de Dança Contemporânea Martha Graham. Estudou dança e coreografia no California Institute of the Arts, em Los Angeles, após sua formatura. Durante suas férias de verão, Acosta frequentou o American Dance Festival na Duke University, onde começou se encontrar como coreógrafo. Entre 2009 e 2010, fez uma pausa na dança para se descobrir e se assumiu transgênero, ao começar a compreender por que era difícil identificar-se como dançarina. Acosta começou a coreografar novamente em 2010 e voltou para Nova York logo depois.

## Carreira
Durante seus anos no California Institute of the Arts, coreografou duas peças de denzel, que se inspiraram em Denzel Washington. Depois de voltar para Nova York, começou a trabalhar em uma terceira, denzel superstructure. Em 2011, Acosta fez um teste para o Fresh Tracks no New York Live Arts e começou a trabalhar em outra incorporação de denzel. Ele se tornou um artista residente no New York Live Arts no final de 2011 e apresentou seu primeiro rascunho da quinta peça de denzel, denzel mini petite b a t h t u b happymeal, peça que teve posterior estreia no Brooklyn Arts Exchange em março de 2012. Durante o verão de 2012, Acosta começou a desenvolver a incorporação final da série denzel – i shot denzel. Ele lançou uma campanha exitosa no Kickstarter para a estreia mundial de i shot denzel em 30 de janeiro de 2014, e mais tarde comentou que "a exposição gerada pela estreia disparou sua carreira de maneiras inestimáveis". 
Para sua peça Discotropic, apresentada na Trienal do New Museum of Contemporary Art, Acosta foi inspirado pelo filme feito para a TV Star Wars Holiday Special de 1978.  Durante a produção do filme, doadores e atores exigiram que uma pessoa negra fosse escalada, então a rede CBS escolheu Diahann Carroll em forma de um holograma.  Inspirado por essa figura, Acosta dublava as palavras que a personagem de Carroll, Mermeia, cantava no filme. Em declarações à Vice Magazine, Acosta diz que, por meio da reencenação da peça, explora o cinema de ficção científica com um "foco específico na experiência negra americana, e depois como vejo e retrabalho isso como uma pessoa queer e trans-identificada no mundo contemporâneo". 
niv Acosta e Fannie Sosa: Black Power Naps foi criado em 2018 para uma exposição no Matadero de Madrid durante o Orgulho de Madrid. Foi remontado em 2019 para o Performance Space New York  e ganhou o prêmio Creative Capital Award de 2019. A exposição focou na “lacuna de sono” entre pessoas brancas e racializadas, pela qual pessoas de cor dormem estatisticamente menos do que as pessoas brancas.  Os artistas criaram um lugar com espaços suaves, luxuosos e confortáveis, onde pessoas de cor eram convidadas a desfrutar do descanso que é constantemente visto como um privilégio.  A obra foi uma das primeiras obras a ser coberta pelo Performa Reports, uma revisão semanal de arte performática do Performa.  Foi referenciada como uma influência conceitual no álbum de Solange de 2019, When I get Home. 
Além do Prêmio Capital Criativo de 2019, Acosta recebeu uma bolsa da Fundação Louis Comfort Tiffany de 2017. 

## Conceitos

### denzel
A série denzel foi inspirada em Denzel Washington. Acosta manifestou interesse por ele enquanto ator negro na grande mídia, e o enxergava como radical e empoderador. O denzel de Acosta forneceu contexto para sua complexa identidade masculina. 
 
Na minha perspectiva, Denzel é um arquétipo para a masculinidade negra na mídia, e como essa masculinidade é percebida.
— niv Acosta, na estreia mundial de "i shot denzel"

### "Corpos Impossíveis"
tenho me identificado com o termo “corpos impossíveis”. essas palavras parecem incorporar o que sei ser verdade para mim e para as pessoas com quem gosto de trabalhar. sentimos que somos impossíveis fora dos nossos ambientes seguros. no passado, envolvi minha mãe, meu irmão de 5 anos, meu parceiro, amigos próximos que são influenciadores em um mundo diferente e outros artistas negros. sinto que o termo “corpos impossíveis” é universal e é algo com que todos podem se identificar. com os “corpos possíveis” sendo apresentados como ideais, como podemos nos sentir possíveis sem nos comprometer? extrair conceitos de arquétipos de filmes, musicais, músicas e coreografias cria uma base para eu começar a identificar nossas impossibilidades autodiagnosticadas. a partir daí, sinto-me capaz de avançar em direção a ideias sobre mim/nós mesmos que soem empoderadoras.
— niv Acosta, declaração do artista 

## Trabalhos
- Discotropic, Trienal do New Museum, 2015 [18]
- A série denzel [6] [19]

1. denzel [6]
2. denzel prelude [6]
3. denzel superstrucuture, the Community Education Center in Philadelphia, 2010 [4]
4. denzel again, New York Live Arts, 2011 [4]
5. denzel minipetite b a t h t u b happymeal, Upstart Festival no Brooklyn Arts Exchange, 2012 [19]
6. i shot denzel, New York Live Arts, 2014 [6]

## Links externos
- Site do artista
- niv Acosta no Vimeo